# Cavariella hidaensis
Cavariella hidaensis är en insektsart. Cavariella hidaensis ingår i släktet Cavariella och familjen långrörsbladlöss. Inga underarter finns listade i Catalogue of Life.